# Batalha do Rio Sacramento
A Batalha do Rio Sacramento, teve lugar em 28 de fevereiro de 1847 durante a Guerra Mexicano-Americana. Cerca de 25 quilômetros ao norte de Chihuahua, no Rio Sacramento.

## Antecedentes
No início de 1847, o coronel Alexander Doniphan estava indo para o Sul com seu pequeno exército de cerca de 1 000 homens (incluindo agentes), que era formado principalmente por infantaria, cavalaria e artilharia. em 8 de Fevereiro, Doniphan deixou a cidade de El Paso del Norte para escoltar uma caravana de comerciantes e cerca de 315 vagões para Chihuahua. Em 25 de Fevereiro, o Exército dos Estados Unidos atingiu a região de Inseneas, quando informado por espiões que uma força de 1 500 soldados mexicanos estavam detidos na cidade. O exército norte-americano continuou avançando e a guarnição mexicana recuou sem lutar. Continuando ainda, o exército americano chegou ao Rio Sacramento. no dia 27, os americanos aprenderam que a passagem do rio Sacramento tinha sido fortificada e era defendida por uma força maior do Exército Mexicano. Ao nascer do Sol no dia 28, último dia do mês de Fevereiro, o exército americano assumiu a linha de marcha e formou todo o comboio, composto por 315 profissionais pesados, vagões, um comissário e uma empresa de vagões, em quatro colunas. O Coronel Doniphan foi colocado na artilharia e em todos os operadores nos intervalos entre as colunas de vagões. A cavalaria era usada como um escudo para proteger a artilharia. Quando os americanos chegaram no prazo de três milhas da defesa mexicana, eles fizeram um reconhecimento das posições inimigas e arranjaram seus canhões. Diversos redutos tinham sido cavado pelos mexicanos. A infantaria de 1 200 mexicanos e 1 420 milícia, 1 200 homens de cavalaria mexicanos esperavam fora da passagem fortificada, ordens para se envolver na batalha, 16 canhões e peças culverin estavam entre as defesas.

## Batalha
Depois de abrir hostilidades com uma Salvo de fogo de canhão e seguido por uma salva mexicana, o Exército americano, apoiado pela sua própria bateria, atacou o flanco direito da defesa mexicana, comandada pelo general Heredia. O ataque ao flanco direito fez com que várias das peças de artilharia mexicano à esquerda ficassem fora de alcance para suprimir o ataque americano. O fogo de artilharia americano foi eficiente, permitindo que a força americana avançasse rapidamente. Apenas fora do alcance dos mexicanos, eles pararam em frente da bateria do inimigo para evitar acidentes de canhões. Doniphan então ordenou obuses para a frente. Protegido por uma força de homens da cavalaria montada, os obuses carregados, em seguida, foram utilizados para bombardear e destruir a bateria principal das forças mexicanas, à direita. A maioria da cavalaria americana foi desmontados com a infantaria, na sequência de obuses para a frente. Em um ritmo rápido os norte-americanos atingiram as paredes dos redutos mexicanos na direita e invadiam rapidamente os seus defensores. Como o exército americano movido para a direita a cavalaria mexicana atacou o lado esquerdo dos norte-americanos, para tentar flanquear os seus autores, que foram repelidos. Agora, livre para flanquear a porção das defesas mexicanas, o Exército Americano terminou o ataque e conquistou o resto da artilharia mexicana e cerca de 40 defensores em combate de perto. A luta não durou mais de uma hora, quando os mexicanos começaram a recuar, trazendo um fim à batalha do Sacramento.

## Consequência
Como não foi possível defender a Chihuahua, as unidades restantes se retiraram do sul do México, deixando a cidade com a ocupação americana. Cerca de 300 mexicanos morreram na batalha, e outros 300 ficaram Feridos. Doniphan Disse que: Nossa artilharia foi tão eficaz que bloqueou o som das armas do México.. Cerca de 40 soldados mexicanos foram feitos prisioneiros. Na ação rápida, os americanos sofreram apenas dois mortos e sete feridos. Grandes quantidades de suprimentos mexicanos também foram capturados pela força americana.